# Villas de Palladio en Vénétie
Les villas de Palladio sont des villas sises en Vénétie (Italie), majoritairement dans la province de Vicence, conçues par l'architecte Andrea Palladio (1508-1580).
Vingt-quatre de ces villas ont été inscrites sur la liste du patrimoine mondial dressée par  l'UNESCO, lors de l'extension, en 1996, de l'inscription du centre historique de la ville de Vicence (qui compte vingt-trois bâtiments classés) intervenue deux années auparavant.

## Les «villas» de Vénétie

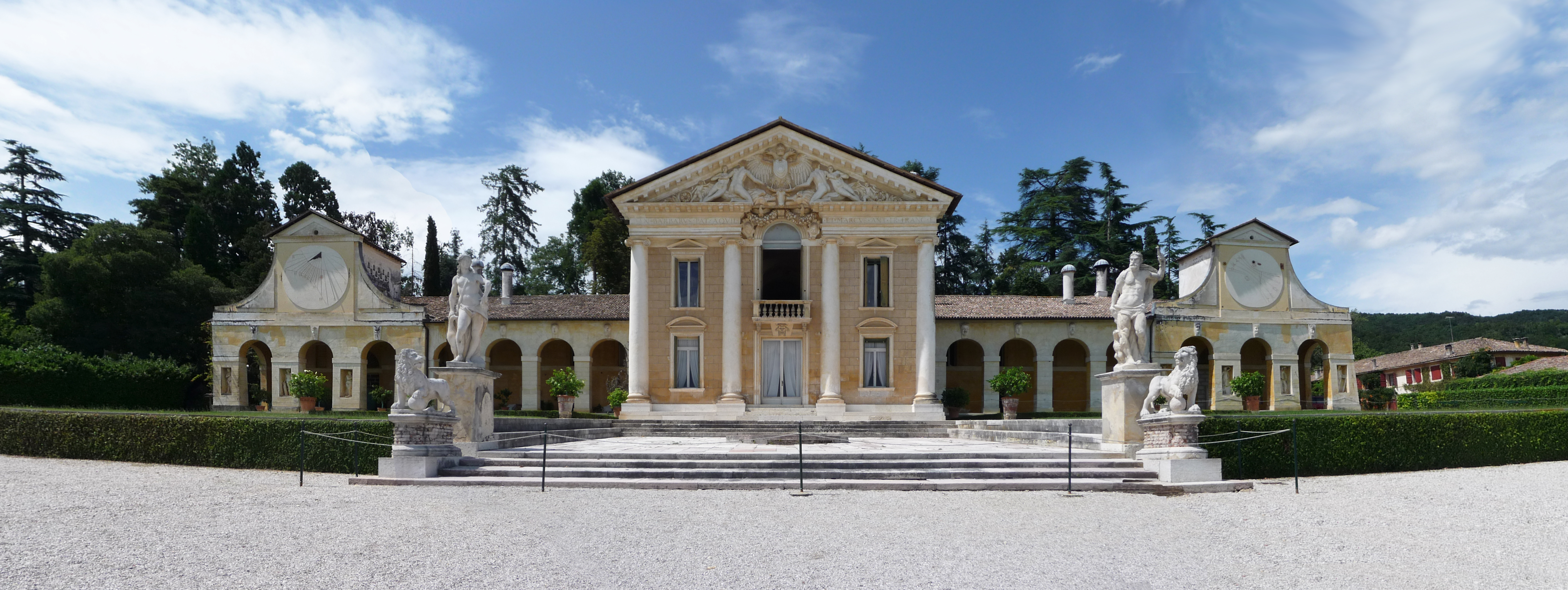
La villa Barbaro, villa vaneta conçue par Palladio entre 1550 et 1560 pour les frères Barbaro. Elle se situe à Maser.

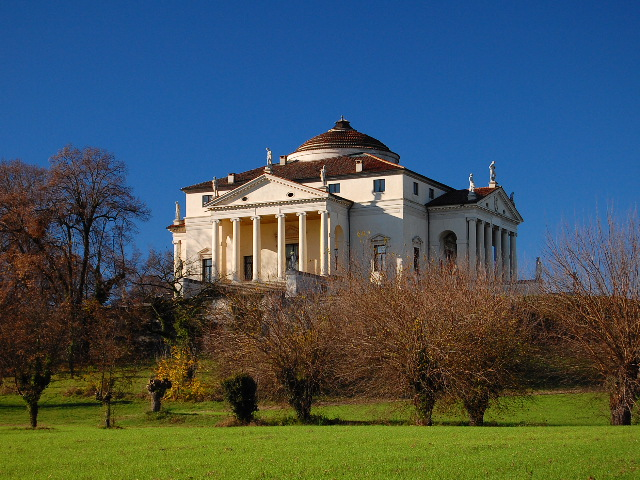
La Villa Rotonda à Vicence

Le terme villa a toujours été utilisé afin de décrire la maison à la campagne, la distinguant ainsi de celle de la ville, appelée palais, qui était généralement située à Venise. 
Plusieurs familles nobles pour qui Palladio construisit une villa possédaient également un palais sur le Grand Canal de Venise et dans la plupart des cas, leur nom de famille a été accolé au titre du palais et de la villa, d'où des palais  Barbaro et un palais Foscari à Venise, une villa Barbaro et une villa Foscari en Vénétie.

## La liste du patrimoine mondial
Hors du centre historique de Vicence, la liste du patrimoine mondial inclut les vingt-quatre villas suivantes : 
1. La villa Angarano à Bassano del Grappa ;
2. La villa Badoer à Fratta Polesine ;
3. La villa Barbaro à Maser ;
4. La villa Caldogno à Caldogno ;
5. La villa Chiericati à Grumolo delle Abbadesse ;
6. La villa Cornaro à Piombino Dese ;
7. La villa Emo à Vedelago ;
8. La villa Forni Cerato à Montecchio Precalcino ;
9. La villa Foscari, dite Malcontenta à Mira ;
10. La villa Gazzotti Grimani à Vicence ;
11. La villa Godi Malinverni à Lugo di Vicenza ;
12. La villa Piovene à Lugo di Vincenza ;
13. La villa Pisani à Montagnana ;
14. La villa Pisani à Bagnolo di Lonigo ;
15. La villa Poiana à Poiana Maggiore ;
16. La villa Rotonda à Vicence ;
17. La villa Saraceno à Agugliaro ;
18. La villa Serego à San Pietro in Cariano ;
19. La villa Thiene à Quinto Vicentino ;
20. La villa Trissino à Sarego ;
21. La villa Trissino à Vicence ;
22. La villa Valmarana Bressan à Monticello Conte Otto ;
23. La villa Valmarana à Bolzano Vicentino ;
24. La villa Zeno à Cessalto.

## Autres
D'autres villas palladiennes de Vénétie n'ont pas été inscrites sur la liste du patrimoine mondial :
- la villa Arnaldi à Sarego ;
- la villa Contarini à Piazzola sul Brenta ;
- la villa Porto à Malo ;
- la villa Porto à Dueville ;
- la villa Repeta à Campiglia dei Berici ;
- la barchessa de la villa Thiene à Villafranca Padovana.